# Remiz
Remiz – rodzaj ptaków z rodziny remizów (Remizidae).

## Zasięg występowania
Rodzaj obejmuje gatunki występujące w Eurazji.

## Morfologia
Długość ciała 10–11 cm; masa ciała 7,5–12,5 g. 

## Systematyka
Rodzaj zdefiniował w 1819 roku polski zoolog Feliks Paweł Jarocki w publikacji swojego autorstwa o tytule Spis ptaków w gabinecie zoologicznym Królewsko Warszawskiego Uniwersytetu znayduiących się, a podług naynowszego systemu ustawionych. Jako gatunek typowy Jarocki wyznaczył remiza zwyczajnego (R. pendulinus).

### Etymologia
- Remiz (Remiza, Remizus): polska nazwa Remiz dla remiza zwyczajnego, od rzemieślnik[14].
- Aegithalus (Oegithalus): gr. αιγιθαλος aigithalos ‘sikora’[15]. Gatunek typowy: Motacilla pendulinus Linnaeus, 1758.
- Parcoraeus (Paraeoreus): rodzaj Parus Linnaeus, 1758 (sikora); gr. αιωρεω aiōreō ‘zwieszać się, wisieć’[16]. Gatunek typowy: Parcoraeus narbonensis Brookes, 1828 (= Motacilla pendulinus Linnaeus, 1758).
- Pendulinus: łac. pendulinus ‘wahadło, zwisający’, od pendulus ‘zwisając, wiszący’, od pendere ‘zwisać’[17]. Gatunek typowy: Motacilla pendulinus Linnaeus, 1758.
- Struthus: gr. στρουθος strouthos ‘wróbel, zięba, mały ptak’[18]. Gatunek typowy: „Les Remiz” Cuvier (= Motacilla pendulinus Linnaeus, 1758).
- Paroides: rodzaj Parus Linnaeus, 1758 (sikora); -οιδης -oidēs ‘przypominający’[19]. Gatunek typowy: Motacilla pendulinus Linnaeus, 1758.

### Podział systematyczny
Do rodzaju należą następujące gatunki:
- Remiz consobrinus (Swinhoe, 1870) – remiz wschodni
- Remiz coronatus (Severtsov, 1873) – remiz jasnogłowy
- Remiz pendulinus (Linnaeus, 1758) – remiz zwyczajny